# Julia Lambertz
Julia Lambertz (* 14. Januar 1994 in Leverkusen) ist eine deutsche Volleyballspielerin.

## Karriere
Lambertz begann 2001 als Siebenjährige mit dem Volleyball beim TSV Bayer 04 Leverkusen, wo sie seit 2009 auch zum Bundesliga-Kader gehörte. Am 5. Februar 2011 absolvierte sie ihr erstes Spiel in der zweiten Bundesliga mit einem 3:0-Heimsieg gegen VT Aurubis Hamburg II. Ihre Position im Spiel war hierbei der Libero. Nach zwei Meistertiteln in der zweiten Bundesliga spielte Julia Lambertz mit der Mannschaft des TSV Bayer 04 Leverkusen in der Saison 2011/12 in der ersten Bundesliga. Nach dem Abstieg spielte sie von 2012 bis 2019 wieder in der zweiten Bundesliga.
Zusätzlich zur Bundesliga spielte Lambertz in der Jugendauswahl des Westdeutschen Volleyball-Verbands. Titel und Medaillen erhielt sie bei Westdeutschen sowie Deutschen Meisterschaften mit der Jugendauswahl des TSV Bayer 04 Leverkusen.
Parallel zum Hallenvolleyball nahm Lambertz auch an nationalen Turnieren im Beachvolleyball teil. Im Jahr 2011 wurde sie dabei mit unterschiedlichen Partnerinnen in der Altersklasse U18 und in der Altersklasse U19 Westdeutsche Meisterin.
Ihre bisherige Beachvolleyball-Karriere krönte sie vorerst mit dem Sieg des C-Turniers in Brühl 2021.